# こころの時代
こころの時代（こころのじだい）は、NHK教育テレビで放送されているインタビュー番組。かつてはラジオ第1・FM放送の「ラジオ深夜便」でも放送されていた。長寿番組の一つである。

## 概要
宗教の話題を中心に、人生の苦境を克服した人物、あるいは人生経験や各種研究の第一人者に対し、アナウンサーが話を伺う。
この番組の原点は、1962年から1982年にかけて放送された『宗教の時間』であり、1982年4月11日より「こころの時代」に改題した。
NHKラジオ第1放送では1990年4月28日未明に放送開始した。放送当初は『おはよう早起きさん』と題してNHK教育テレビ放送分『こころの時代』から音声だけでも内容が通じる回を選んで音声のみを再放送していた。ラジオ深夜便の1コーナーとしてほぼ毎日放送されるようになるとテレビ版の再放送だけでは間に合わず、ラジオ版も製作されるようになり、1993年にこころの時代に改題した。2010年度にリニューアルが行われ「明日へのことば」に改題した。
NHK教育テレビがEテレの愛称を制定し、バラエティに近い番組が増加して以降も、一貫して宗教をテーマとした落ち着いた番組構成を継続してる。
番組テーマ曲は、ウォン ウィンツァンによる作曲。

## 内容
インタビューを受ける出演者や講演者の半生に関わってきた人々の話題を中心に、経済人にあっては過去に携わったプロジェクトの舞台裏・人間模様・苦労話等々、各界の先達と呼ばれる人にあってはその地位に至るまでの失敗談などインタビュー以前には活字や各種メディアで目にすることのなかった内容がインタビュアーの質問により引き出され、堅苦しいインタビュー番組とは異なる。
著名な哲学者・仏教学者・神学者などへのインタビューの時は、高度な宗教論・神学論を語る内容になることもある。但し、初心者にも分かりやすいよう、極力平易な言葉で語られるよう配慮されている。2011年4月からは東日本大震災をテーマにしたシリーズ『私にとっての“3・11”』を原則月1回不定期で放送。
ラジオではオリジナル版のほか、随時テレビ版の『こころの時代』、または『宗教の時間』で過去に放送された番組内容を再構成して放送する場合もある。2日やそれ以上にかけて放送する事が多い。臨時ニュースなどで中断した場合、後日改めて放送する事があった。
金曜日深夜（土曜日未明）の放送は、原則として1日で完結する。第1 - 3週金曜日は大阪局の深夜便アンカーが聞き手となる。第4 - 5週金曜日は各地方局が制作、原則としてNHK地方局主催による公開収録「ラジオ深夜便のつどい」の中で「こころの時代講演会」と題して各界著名人を迎えた内容を放送する。
また、2005年4月から2010年3月までは毎月最終土曜日の深夜（日曜未明）に五木寛之による「わが人生の歌語り」が放送されていた（全60回）。

## 聞き手
- 河合鋭久
- 金光寿郎
- 亀井鑛
- 白鳥元雄
- 上野重喜（故人）
- 草柳隆三
- 河村陽子
- 水野節彦
- 山田誠浩
- 広瀬修子
- 石澤典夫
- 濱中博久
- 浅井靖子
- 須磨佳津江 - わが人生の歌語り

## 放送時間
いずれも日本時間。
教育テレビ
- 本放送：日曜 8:00 - 9:00（1982年4月11日 - 1984年6月24日）[3] → 日曜 8:10 - 9:00（1984年7月1日 - 1985年3月24日）[4] [5] → 日曜 8:00 - 9:00（1985年4月7日 - 1991年3月24日）[6] [7] → 日曜 7:30 - 8:30（1991年4月7日 - 1999年4月4日）[8] → 日曜 5:00 - 6:00（1999年4月11日 - ）[9]
- 再放送：原則当週 土曜 13:00 - 14:00[10]（Eテレ3は月曜 14:00 - 15:00）
4月5日のEPG（電子番組ガイド）では、土曜の放送終了後に放送休止という名前の番組があり、その後この番組が始まり、日曜の放送開始までの時間をこの番組の時間として放送されている（NHK岡山放送局の場合）。
- こころの時代セレクション：木曜 22:00 - 22:50（2020年5月7日 - 6月11日）
本来この時間帯には2020年4月から「世界はTokyoをめざす E+」を開始する予定であったが、2019年コロナウイルス感染症による影響ならびにそれによる2020年東京オリンピックの開催延期により放送開始の目途が立たないため、その代替番組として編成。ナビゲーターは近江友里恵アナウンサー。

ラジオ第1放送、FM放送（「深夜便こころの時代」）
- 毎日 4:05頃 - 4:50頃
NHKワールド・ラジオ日本でも放送（短波は中東・北アフリカ地域のみの放送だが、それ以外の地域も海外衛星テレビ放送受信装置によるデジタルラジオで聴取可能）。

## 関係書籍
- 『NHKこころの時代〜宗教・人生〜 旧約聖書を語る（上）』 著者：雨宮慧、NHK出版、ISBN 4-14-910518-9
- 『NHKこころの時代〜宗教・人生〜 旧約聖書を語る（下）』 著者：雨宮慧、NHK出版、ISBN 4-14-910519-7
- 『NHKこころの時代〜宗教・人生〜 般若心経を語る（上）』 著者：松原哲明、NHK出版、ISBN 4-14-910556-1
- 『NHKこころの時代〜宗教・人生〜 ブッダの宇宙を語る 華厳の思想（下）』 著者：竹村牧男、NHK出版、ISBN 4-14-910446-8
- 『NHK宗教の時間〜原始仏典「スッタニパータ」をよむ（下）－万人に語りかける仏陀のことば－』 著者：雲井昭善、NHK出版、ISBN 4-14-910448-4